# Lycia hirtaria
Lycia hirtaria là một loài bướm đêm trong họ Geometridae.

## Hình ảnh

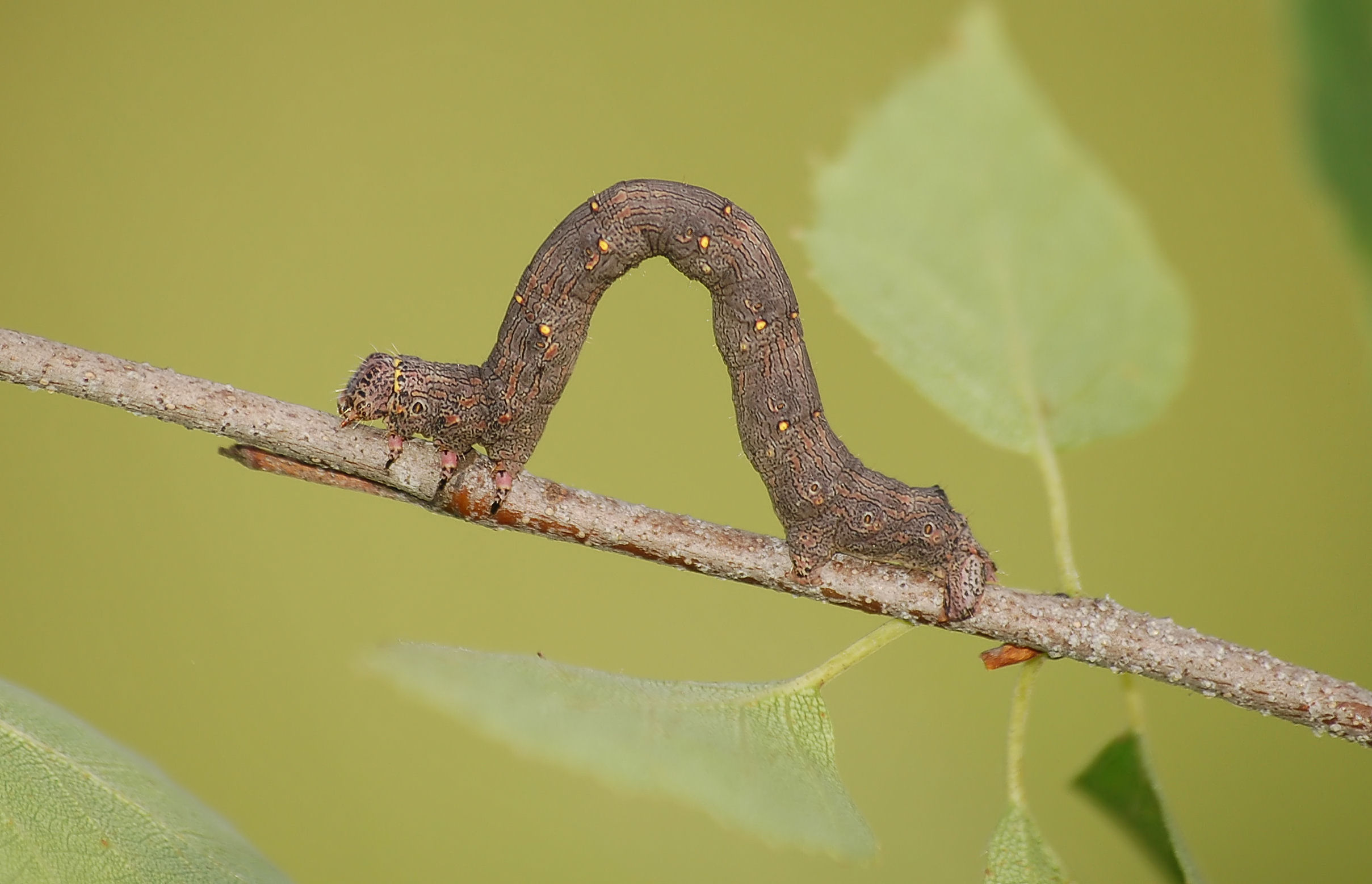
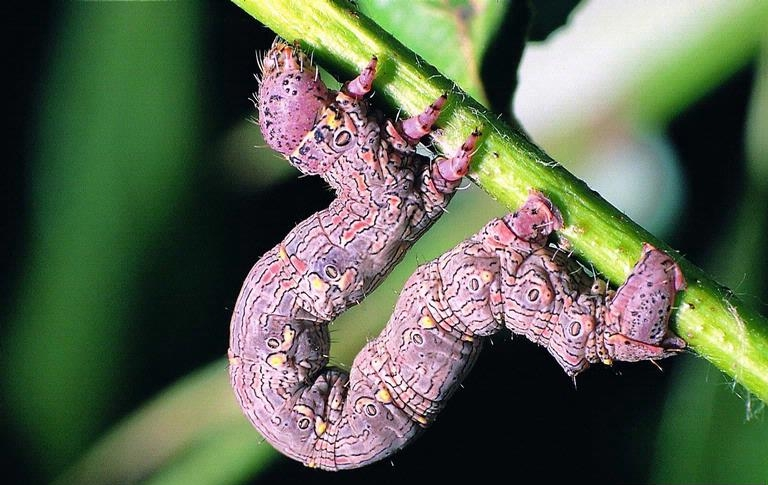
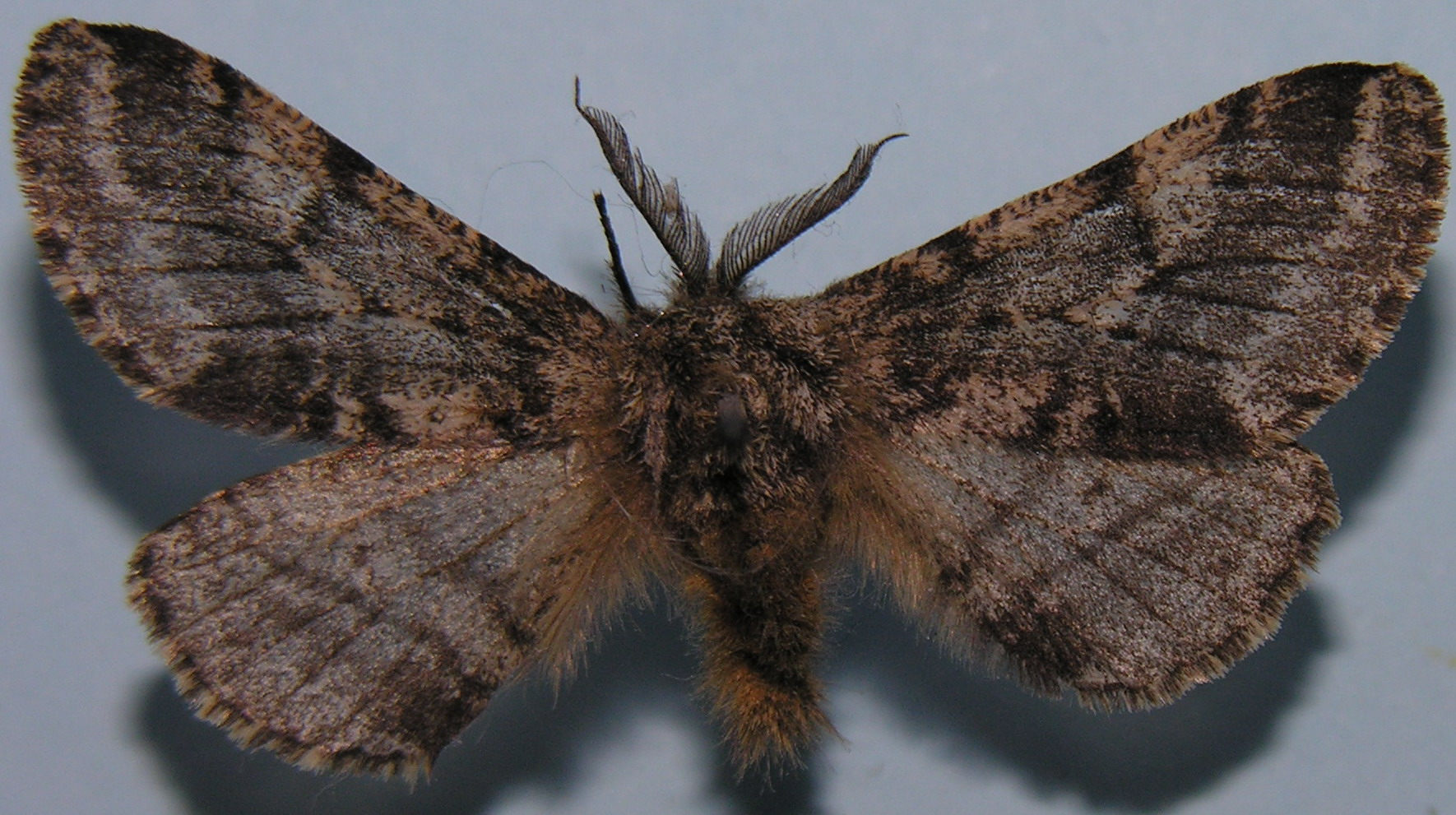
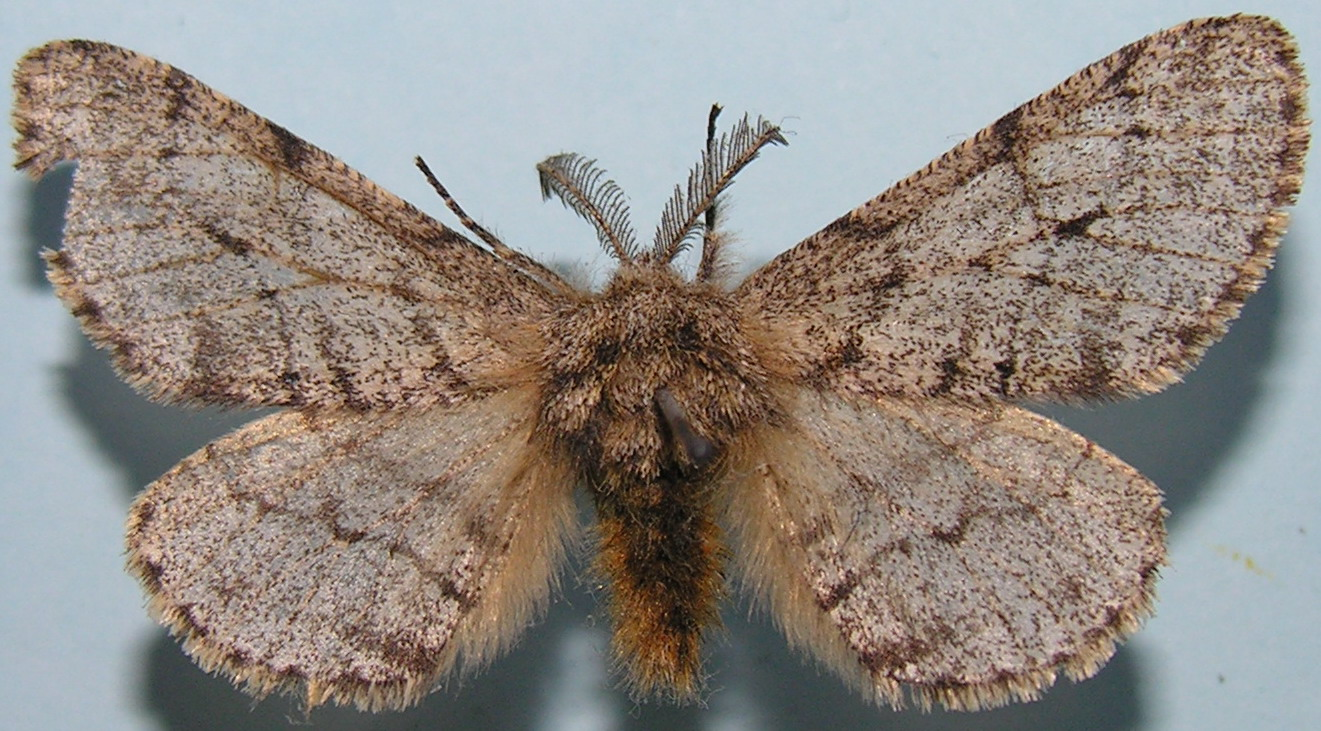